# Janów Lubelski
Janów Lubelskiⓘ é um município no leste da Polônia. Pertence à voivodia de Lublin, no condado de Janów. É a sede da comuna urbano-rural de Janów Lubelski.
Estende-se por uma área de 14,8 km², com 11 503 habitantes, segundo o censo de 31 de dezembro de 2021, com uma densidade populacional de 777,2 hab./km².

## Localização
Historicamente, Janów Lubelski está localizada na antiga Terra de Lublin, que faz parte da Pequena Polônia. A vila de Biała, que em 1640 deu origem à cidade, na segunda metade do século XVI estava localizada no condado de Lublin da voivodia de Lublin. Nos anos 1975–1998, a cidade pertenceu administrativamente à voivodia de Tarnobrzeg.
Segundo a regionalização física e geográfica da Polônia, Janów Lubelski está localizada na fronteira de duas mesorregiões: a planície de Biłgoraj (fazendo parte da macrorregião da Bacia de Sandomierz) e Roztocze Zachodnie (fazendo parte de Roztocze).
A cidade está localizada no rio Białka. Ao sul de Janów Lubelski, estendem-se as Florestas Janowskie, constituindo a parte ocidental do complexo florestal da Floresta Solska.
Localização em relação às cidades polonesas:
- 61 km ao sul de Lublin
- 80 km ao norte de Rzeszów
- 47 km a leste de Sandomierz

## História

### Primeiras menções
No século XII, a colonização intensiva da Floresta de Sandomierz começou. A população local se dedica à extração de madeira, produção de carvão vegetal e de ferro a partir do ferro do pântano, preparação de potassa e lodo, criação de abelhas e produção de mel e cera. As áreas após o desbaste permitiram a intensificação da agricultura e o desenvolvimento de assentamentos como Biała, Dzwola (a primeira menção em fontes escritas remonta a 1245), Kocudza (1377) ou Godziszów (1451).
O fator que induziu a fundação da cidade de Janów foi o desejo de criar um centro administrativo e comercial para as propriedades vizinhas da família Zamoyski. A rota de Turobin para Goraj e Zawichost no rio Vístula passava pela aldeia de Biała. Já em meados do século XVII, os comerciantes que iam de Zamość a Sandomierz usavam a estrada que passava por Szczebrzeszyn, Kocudza, Janów e Zaklików. A estrada, frequentada por mercadores, levou Katarzyna Zamoyska, nascida Ostrogska, a fundar uma cidade aqui.

### Século XVII
Os primórdios da cidade de Janów são bem conhecidos graças ao conteúdo da carta de fundação (uma cópia foi preservada). Foi emitida pelo gabinete do rei Ladislau IV Vasa em Varsóvia em 21 de julho de 1640. A fundação foi realizada conforme a lei de Magdeburgo. A cidade recebeu um brasão representando a Virgem Maria e o privilégio de organizar oito feiras por ano e mercados semanais nas segundas-feiras. O local escolhido para a futura cidade foi a área a sudoeste da vila de Biała, na margem esquerda do rio do mesmo nome, razão pela qual a própria vila foi originalmente chamada de Biała. A cidade era frequentemente perturbada por brigas e tumultos. Evidências disso podem ser encontradas nos 6 “Artigos” datados de 25 de agosto de 1642, emitidos devido a disputas entre os habitantes da cidade e os camponeses de Biała. Preocupada com o desenvolvimento da cidade e com a segurança dos cidadãos, a fundadora da cidade nos “Artigos” ordena que seus comissários codifiquem as penas para todos os crimes punidos em Janów. Neste comando, o nome Janów foi usado pela primeira vez. É um nome diferente (da palavra “Jan”), provavelmente comemorando o filho da fundadora — Jan Sobiepan Zamoyski (os nomes de Klemensów e Tomaszów apareceram de maneira semelhante).
Em 1648, Janów foi invadida e incendiada pelo exército de Khmelnitski. Quatro anos depois, a peste reduziu severamente a população. Em 1652, Jan Sobiepan Zamoyski, querendo erguer a região das ruínas, permitiu que judeus se instalassem na cidade e praticassem seu ofício. Em 1661, uma comunidade judaica foi fundada. Em 1653, grande parte dos tártaros, feitos prisioneiros durante a defesa da Rutênia, se estabeleceu na cidade. A população tártara logo se fundiu com a local. Em 1660, os dominicanos foram trazidos para Janów e assumiram a igreja e o mosteiro fundado pelo ordynat. Marcin Zamoyski marcou os limites da cidade e fixou o valor dos impostos. Ele permitiu que os habitantes da cidade produzissem vodca, cerveja e hidromel. No final do século XVII, Janów tinha cerca de mil habitantes.

### Século XVIII
Os habitantes da cidade estavam envolvidos em artesanato, comércio e agricultura. Havia 11 guildas na cidade: guildas de açougueiro, ferreiro, alfaiate, tapeceiro, tecelão, oleiro, sapateiro, tanoeiro, fabricante de rodas, peleteiro e padeiro. Após a primeira partição da Polônia (1772), Janów ficou sob o domínio da Áustria (o Império Austríaco foi fundado em 1804). Em 1776, como resultado do acordo entre a Áustria e a República da Polônia, a cidade retornou à Polônia. Conforme o tratado de partição de 1795, Janów ficou novamente sob o domínio austríaco. Os habitantes de Janów foram reprimidos por apoiarem ativamente a Revolta de Kościuszko.
No século XVIII, Janów foi atingida por incêndios em 1740, 1753 e 1754. O último incêndio foi o mais devastador — a comunidade judaica perdeu 60 casas e uma sinagoga. No final do século XVIII, Janów tinha mais de duas mil pessoas.

### Século XIX

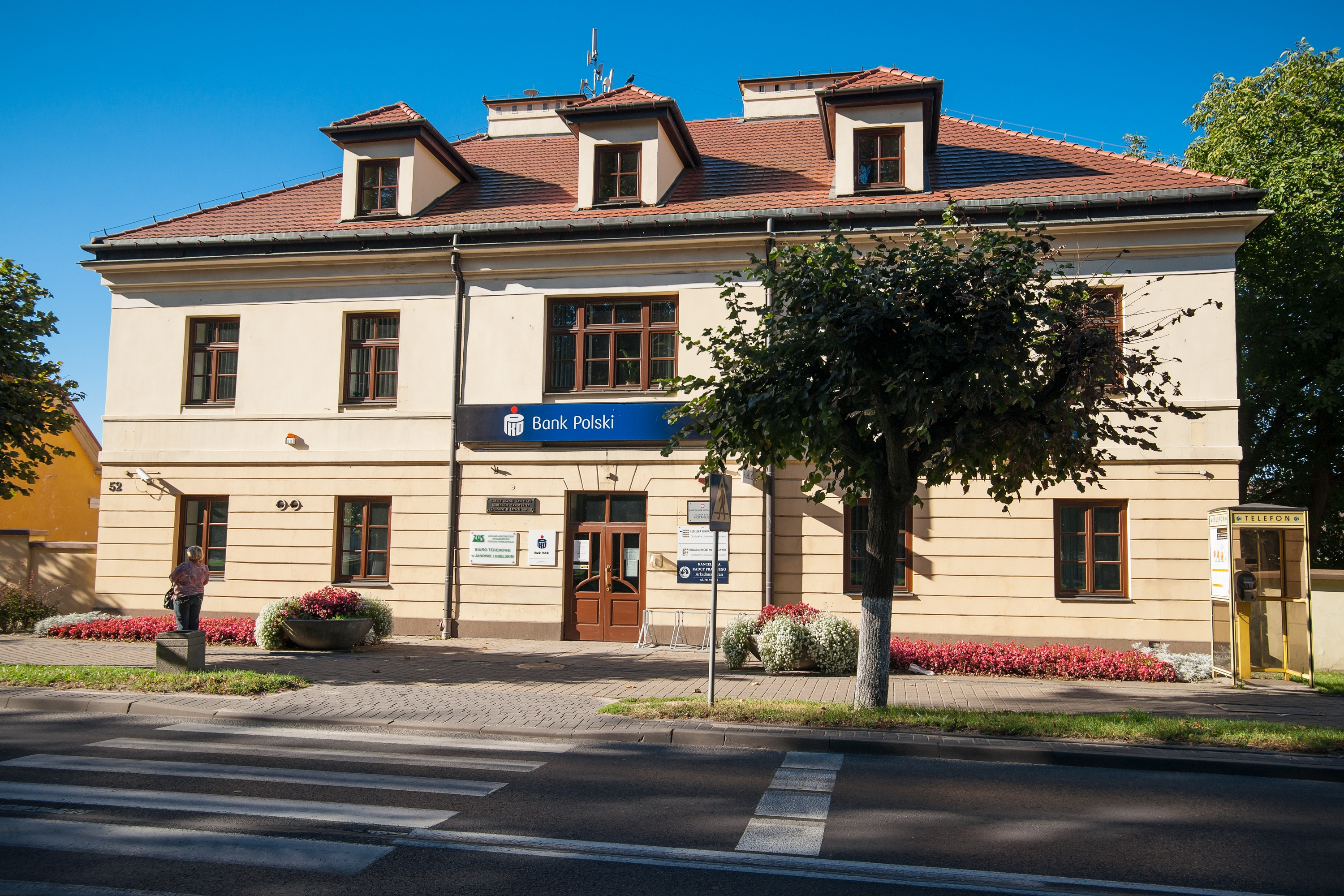
Edifício da antiga Chancelaria Distrital do Estado de Zamość (1818–1823)

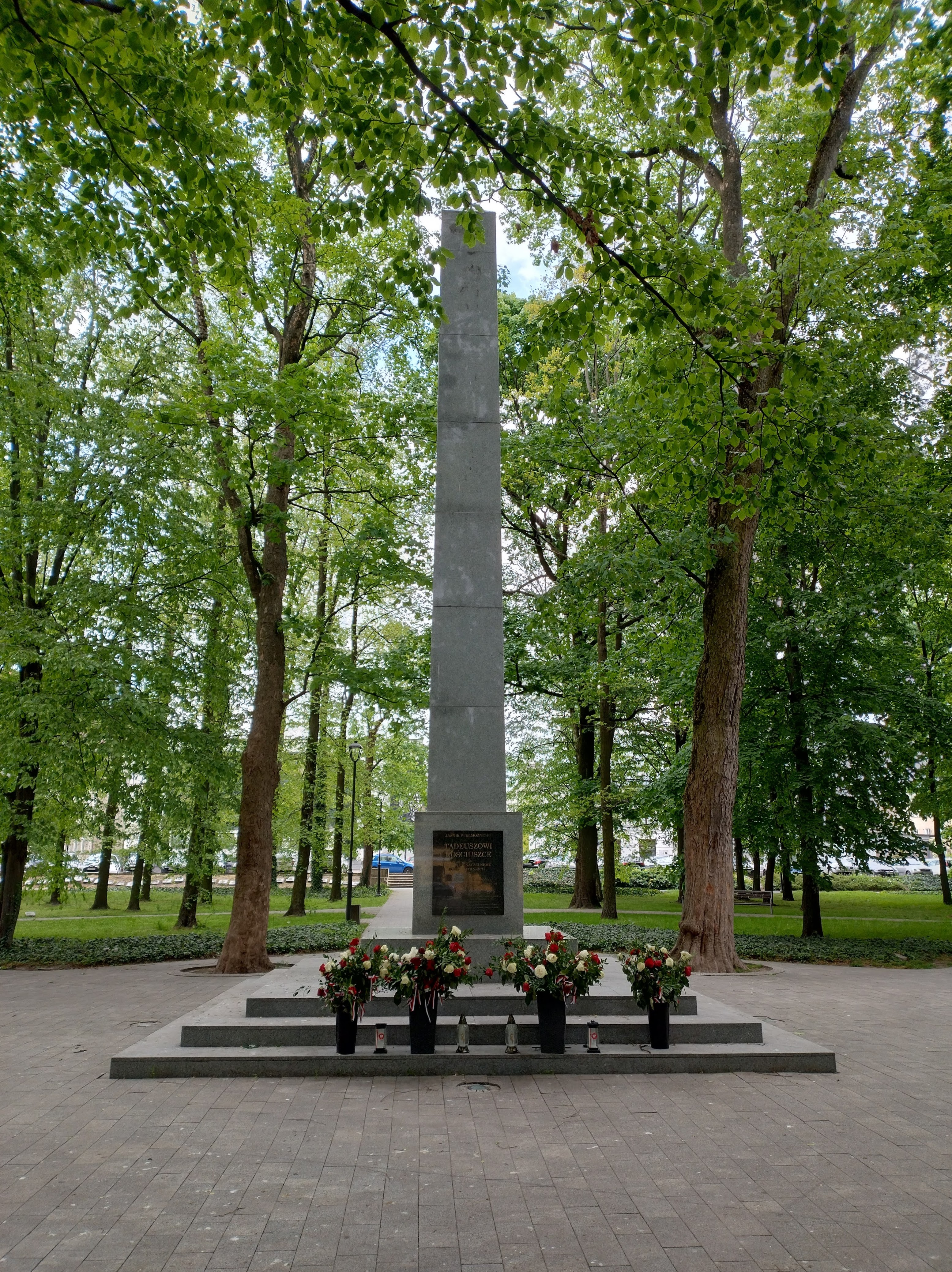
Monumento a Tadeusz Kościuszko em Janów Lubelski (1818)

Em 1804, um grande incêndio destruiu 71 edifícios. Apesar da ajuda do ordynat, algumas das vítimas deixaram a cidade. Logo após esses eventos, o ordynat trouxe várias dezenas de comerciantes da Silésia. Os recém-chegados foram estabelecidos em Błonia e o assentamento de Sukiennia foi construído para eles. Após a Revolta de Novembro, a fronteira alfandegária com o Império Russo foi fechada, o que resultou no colapso da indústria têxtil local.
Após a criação da Polônia do Congresso, Janów pertenceu ao Distrito de Zamość, que na época incluía as propriedades com os atuais condados: Zamość, Biłgoraj, a parte ocidental de Tomaszów e Janów, chamada Kraśnik. O centro do circuito e sede das autoridades administrativas e judiciais era Zamość. Quando o governo da Polônia foi assumido pelo Grão-Duque Constantino, ele exigiu por decreto que a fortaleza de Zamość fosse usada exclusivamente para militar. A portaria propunha Janów, localizada no meio do distrito, como um novo centro administrativo. As autoridades aceitaram o projeto e em 1817 os escritórios (tribunal, polícia, prisão) foram transferidos para Janów. Graças a esta mudança, que, na prática, durou até 1827, foram construídos os edifícios administrativos e residenciais da Cidade Nova. Um monumento em homenagem a Tadeusz Kościuszko foi erguido na nova praça do mercado (1818) e um parque municipal foi criado (por volta de 1820), um dos primeiros no Reino da Polônia.
Em 1834, Janów foi dividida em três partes: a Cidade Velha, a Cidade Nova e a Przedmieście Zaolszynie. Em 1841, uma igreja regimental foi erguida para o exército russo estacionado. Em meados do século XIX, foram construídas uma loja de telhas e uma olaria, as ruas principais e a praça do mercado foram pavimentadas e o curso do rio foi regularizado. A população atingiu o patamar de aproximadamente 3,5 mil. Em 1860, a vila tinha 2 hotéis, 4 pousadas, uma farmácia, 12 tabernas e uma escola primária. A indústria de tecidos renasceu. Em 1863, 72 tecelagens e duas fábricas produziam tecidos em Janów.
Após a Revolta de Janeiro, muitos habitantes da cidade e arredores foram enviados para a Sibéria por lutar nas unidades insurgentes. As repressões também afetaram os dominicanos. O exército russo ocupou os edifícios do mosteiro e ocorreu a dissolução da ordem. Após a reforma administrativa, em 1867, Janów tornou-se a sede do condado. A partir da segunda metade do século XIX, a cidade começou a se desenvolver gradualmente — uma fábrica de fósforos, um curtume e um hospital foram instalados. Infelizmente, em 1880, como resultado de um incêndio, cerca de 100 edifícios foram incendiados.

### Século XX
No início do século XX, a cidade contava com cerca de 8 000 habitantes. Durante a Primeira Guerra Mundial, a frente de combate ocupou Janów três vezes. Lutas pesadas ocorreram nas proximidades da cidade. Em 1922, quase metade da cidade — 823 prédios — ardeu em um incêndio. A partir de 1925, houve um rápido desenvolvimento: novas ruas foram pavimentadas, 7 pontes foram construídas, foi concluída a construção de uma escola. Em 1934, havia duas serrarias na cidade, um moinho de grãos, uma cervejaria, duas gráficas, dois lagares e um abatedouro. Trezentas e trinta e nove pessoas estavam envolvidas no ofício. A usina permitiu iluminar escolas, escritórios e ruas. Havia um hospital e um asilo para idosos. Entre as associações e organizações, destacam-se: a Associação de Fuzileiros, a Sociedade Dramática, Sociedade de Cantores Echo, o Intelligentsia Club e várias bibliotecas.
O período de ocupação foi uma experiência trágica para Janów e seus habitantes. Em setembro de 1939, como resultado de três bombardeios, cerca de 350 pessoas morreram, 85% da cidade foi incendiada. Em 28 de setembro de 1939, as forças polonesas recapturaram Janów dos alemães, que ocuparam a cidade novamente em 6 de outubro.
Prisões em massa em 1940–1941 e execuções em massa da população judaica foram manifestações de terror. Em 1940, os ocupantes abriram um campo de trabalho penal, que existiu até 1943. As estruturas do 6.º Distrito do Exército da Pátria estavam ativas na cidade e em seus arredores. Seu comandante em 1944 era o tenente Józef Biss, conhecido como “Wacław”. Em 26 de julho de 1944, Janów foi ocupada pelo exército soviético com a participação de tropas do Exército Popular. Em abril de 1945, as unidades do Exército da Pátria libertaram prisioneiras presas em Janów pelo Ministério da Segurança Pública da Polônia, participantes da Revolta de Varsóvia. Janów emergiu da guerra extremamente devastada. A população caiu quase pela metade.

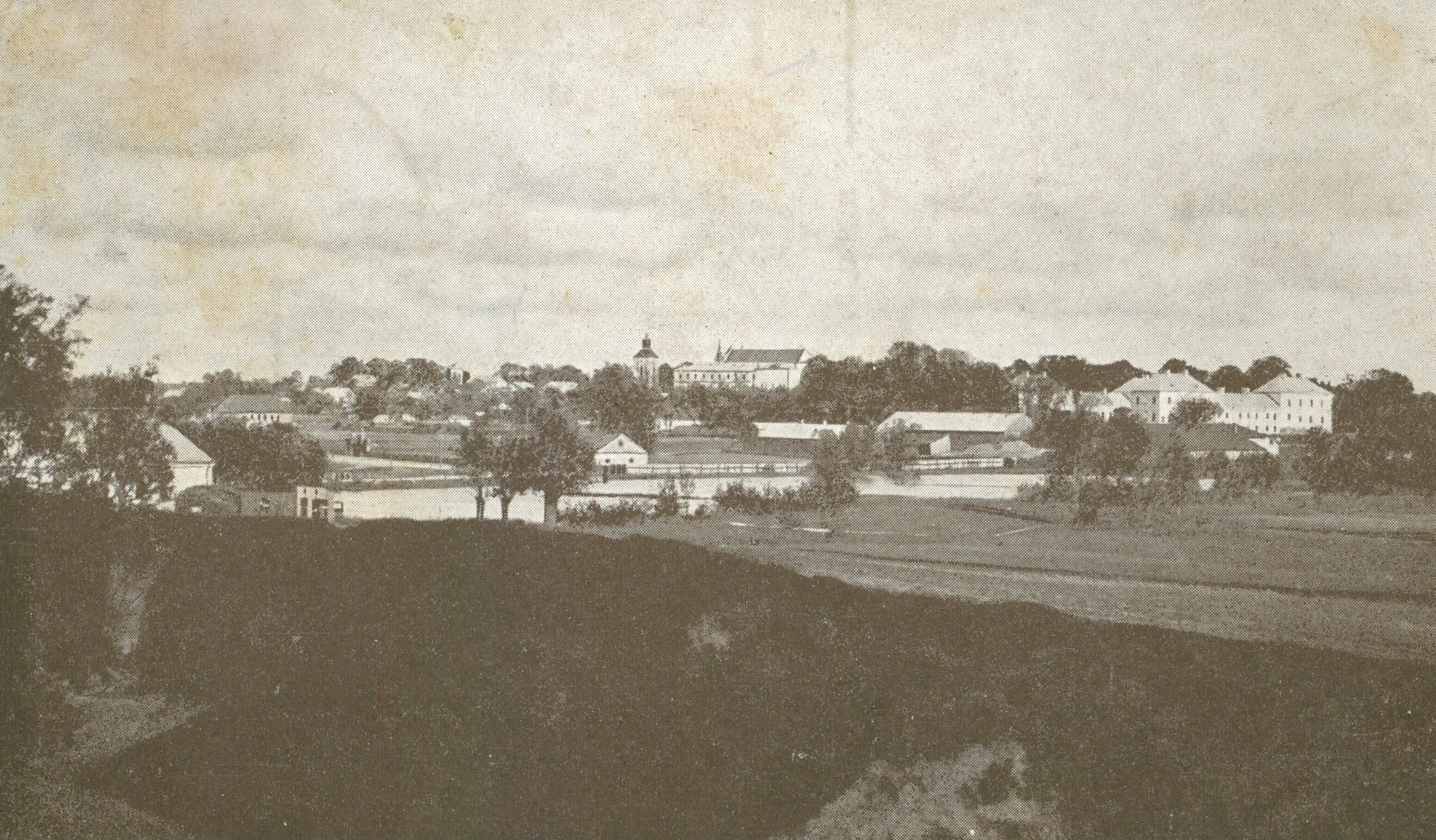
Vista geral, 1933–1939
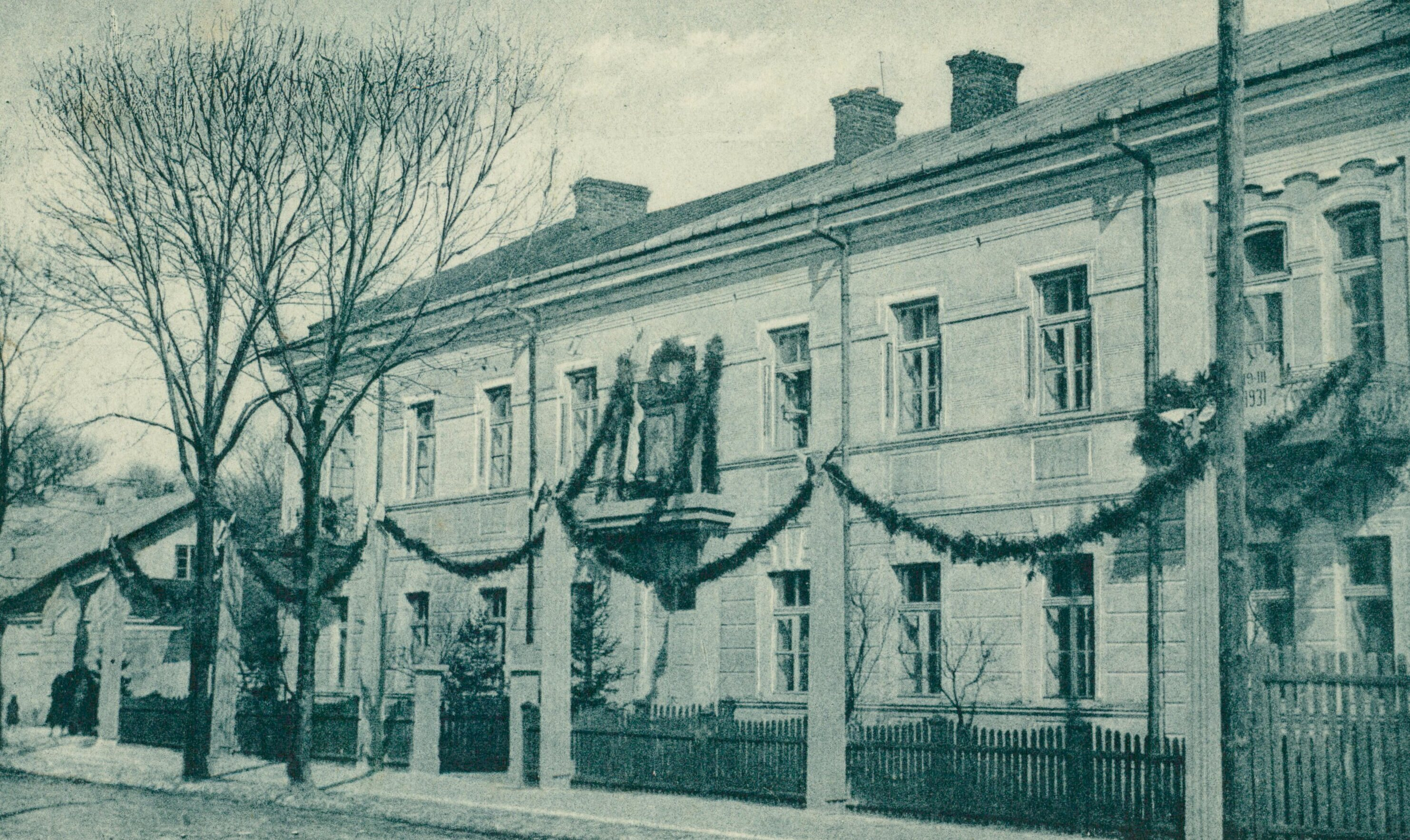
Escritório do condado, 1932
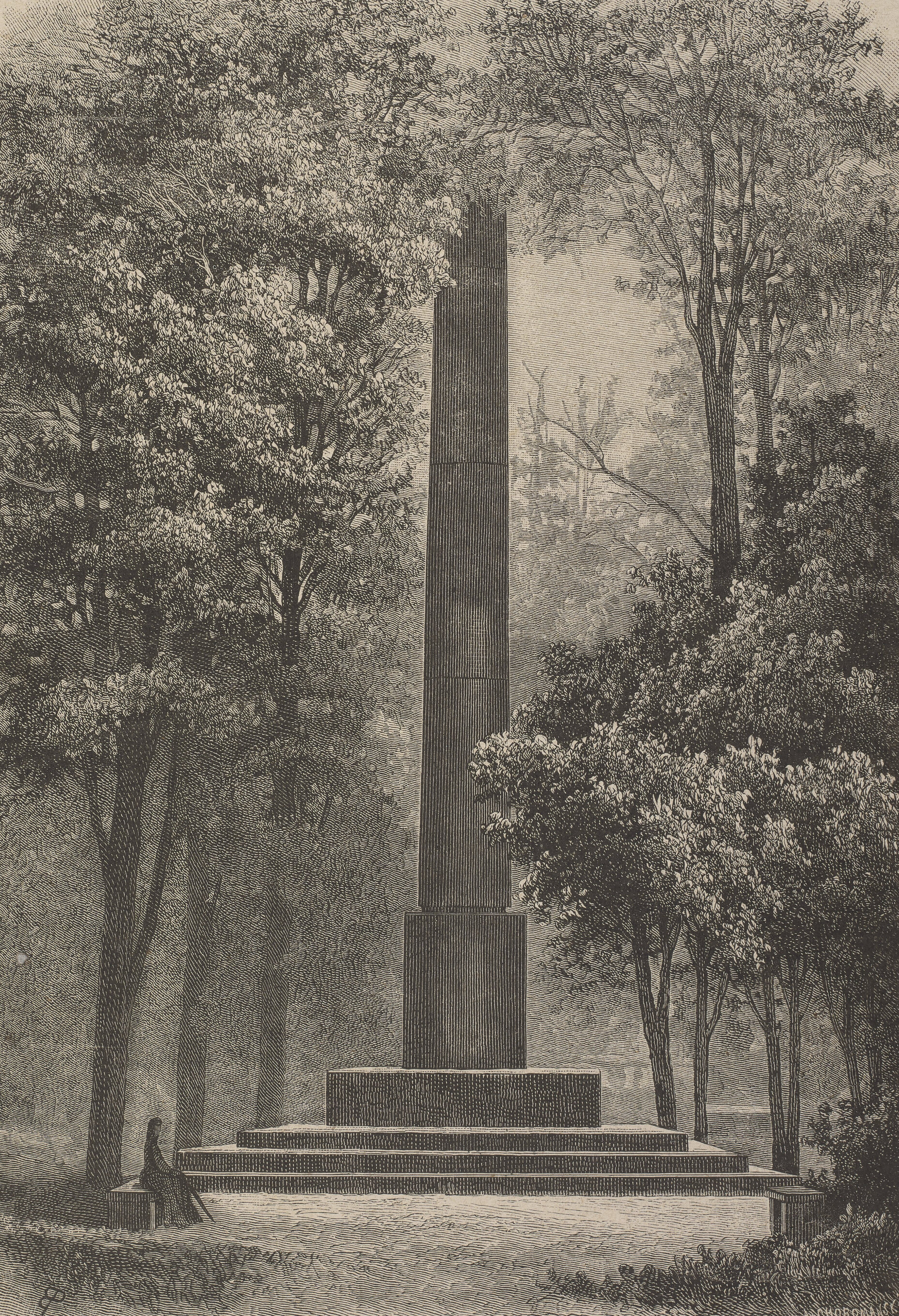
Monumento a Tadeusz Kościuszko, 1880

### História moderna
Em 1956, Janów Lubelski tornou-se a sede de condado novamente, mas os efeitos do desenvolvimento só puderam ser notados no final da década de 1960. Muitas fábricas foram instaladas: a Fábrica de Máquinas, a fábrica de roupas Gracja, a fábrica Produkcji Leśnej Las, etc. A criação de empregos resultou em um rápido aumento no número de habitantes e no desenvolvimento espacial da cidade (Centrum, Wschód, Rozwoju, Południe, Zaolszynie foram criadas ou expandidas). Um novo hospital, creche, dois jardins de infância, um estádio e uma nova estação de correios foram inaugurados.
Como resultado da nova divisão administrativa em 1975, Janów Lubelski encontrou-se nos limites da voivodia de Tarnobrzeg.
Em 1989, o Rotary Club de Janów Lubelski foi registrado.
Em 1996, uma segunda paróquia foi erigida: Santa Edwiges.
Em 1999, Janów Lubelski retornou à voivodia de Lublin e tornou-se a sede do condado.

## Clima
Conforme a classificação climática de Köppen-Geiger, Janów Lubelski situa-se na zona Cfb − clima temperado oceânico. Na cidade de Janów Lubelski, a temperatura média anual é de 9,0° C. Nesta área, a precipitação média anual é de 788 mm. Está localizada no Hemisfério Norte. Os meses de verão são: junho, julho, agosto, setembro. O mês mais seco é fevereiro, com 47 mm de precipitação. O mês mais quente do ano é julho, com temperatura média de 19,9 °C. A temperatura média mais baixa do ano ocorre em janeiro e é de aproximadamente -2,6 °C.
A diferença de precipitação entre o mês mais seco e o mais úmido é de 53 mm. A variação de temperatura durante o ano é de 22,5 °C. O mês com a maior umidade relativa é novembro (84%). O mês com a menor umidade relativa é abril (67%). O mês com o maior número de dias de chuva é julho (10 dias). O mês com o menor número é outubro (7 dias).
| Dados climatológicos para Janów Lubelski | Dados climatológicos para Janów Lubelski | Dados climatológicos para Janów Lubelski | Dados climatológicos para Janów Lubelski | Dados climatológicos para Janów Lubelski | Dados climatológicos para Janów Lubelski | Dados climatológicos para Janów Lubelski | Dados climatológicos para Janów Lubelski | Dados climatológicos para Janów Lubelski | Dados climatológicos para Janów Lubelski | Dados climatológicos para Janów Lubelski | Dados climatológicos para Janów Lubelski | Dados climatológicos para Janów Lubelski | Dados climatológicos para Janów Lubelski |
| Mês | Jan                                      | Fev                                      | Mar                                      | Abr                                      | Mai                                      | Jun                                      | Jul                                      | Ago                                      | Set                                      | Out                                      | Nov                                      | Dez                                      | Ano                                      |
| --- | ---------------------------------------- | ---------------------------------------- | ---------------------------------------- | ---------------------------------------- | ---------------------------------------- | ---------------------------------------- | ---------------------------------------- | ---------------------------------------- | ---------------------------------------- | ---------------------------------------- | ---------------------------------------- | ---------------------------------------- | ---------------------------------------- |
| Temperatura máxima média (°C) | −0,2                                     | 1,7                                      | 6,9                                      | 13,9                                     | 18,9                                     | 22,1                                     | 24,1                                     | 23,7                                     | 18,5                                     | 12,5                                     | 7,0                                      | 1,9                                      | 12,6                                     |
| Temperatura média (°C) | −2,6                                     | −1,3                                     | 2,9                                      | 9,2                                      | 14,5                                     | 17,9                                     | 19,9                                     | 19,3                                     | 14,4                                     | 9,0                                      | 4,5                                      | −0,2                                     | 9,0                                      |
| Temperatura mínima média (°C) | −5,2                                     | −4,4                                     | −1,2                                     | 4,1                                      | 9,4                                      | 13,0                                     | 15,3                                     | 14,6                                     | 10,4                                     | 5,8                                      | 2,0                                      | −2,4                                     | 5,1                                      |
| Precipitação (mm) | 52                                       | 47                                       | 55                                       | 59                                       | 82                                       | 88                                       | 100                                      | 73                                       | 76                                       | 55                                       | 51                                       | 50                                       | 788                                      |
| Dias com chuva | 9                                        | 8                                        | 9                                        | 8                                        | 10                                       | 9                                        | 10                                       | 8                                        | 8                                        | 7                                        | 8                                        | 9                                        | 103                                      |
| Umidade relativa (%) | 84                                       | 82                                       | 75                                       | 67                                       | 67                                       | 68                                       | 69                                       | 68                                       | 73                                       | 78                                       | 84                                       | 84                                       | 74,9                                     |
| Insolação (h) | 2,6                                      | 3,4                                      | 5,5                                      | 8,7                                      | 9,9                                      | 10,9                                     | 10,9                                     | 10,1                                     | 7,1                                      | 5,1                                      | 3,4                                      | 2,5                                      | 80,1                                     |
| Fonte: Climate-Data.org Dados: 1991−2021: temperatura mínima (°C), temperatura máxima (°C), precipitação (mm), umidade, dias chuvosos. Dados: 1999−2019: horas de sol |                                          |                                          |                                          |                                          |                                          |                                          |                                          |                                          |                                          |                                          |                                          |                                          |                                          |

## Demografia
Conforme os dados do Escritório Central de Estatística da Polônia (GUS) de 31 de dezembro de 2022, Janów Lubelski é uma cidade pequena com uma população de 11 046 habitantes (19.º lugar na voivodia de Lublin e 362.º na Polônia), tem uma área de 14,8 km² (26.º lugar na voivodia de Lublin e 430.º lugar na Polônia) e uma densidade populacional de 746 hab./km² (16.º lugar na voivodia de Lublin e 447.º lugar na Polônia). Nos anos 2002–2021, o número de habitantes diminuiu 2,6%.
Os habitantes de Janów Lubelski constituem cerca de 24,76% da população do condado de Janów, constituindo 0,55% da população da voivodia de Lublin.
| Descrição                         | Total      | Total    | Mulheres   | Mulheres | Homens     | Homens   |
| --------------------------------- | ---------- | -------- | ---------- | -------- | ---------- | -------- |
| unidade                           | habitantes | %        | habitantes | %        | habitantes | %        |
| população                         | 11 046     | 100      | 5 727      | 51,8     | 5 319      | 48,2     |
| superfície                        | 14,8 km²   | 14,8 km² | 14,8 km²   | 14,8 km² | 14,8 km²   | 14,8 km² |
| densidade populacional (hab./km²) | 746        | 746      | 386,4      | 386,4    | 359,6      | 359,6    |

A idade média dos habitantes é de 42,5 anos e é comparável à idade média dos habitantes da voivodia de Lublin e comparável à idade média dos habitantes de toda a Polônia.

## Monumentos históricos

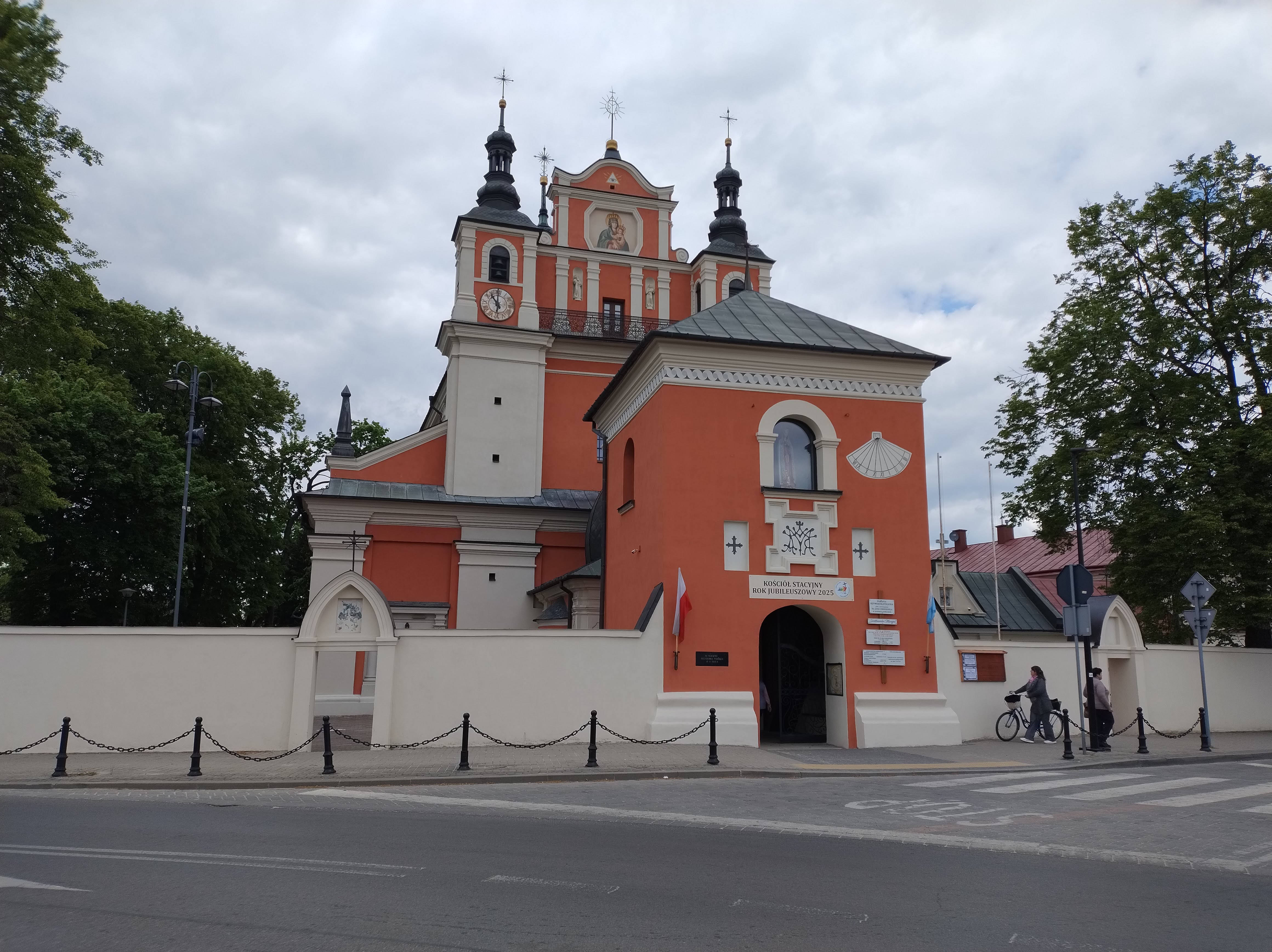
Igreja de São João Batista (2025)

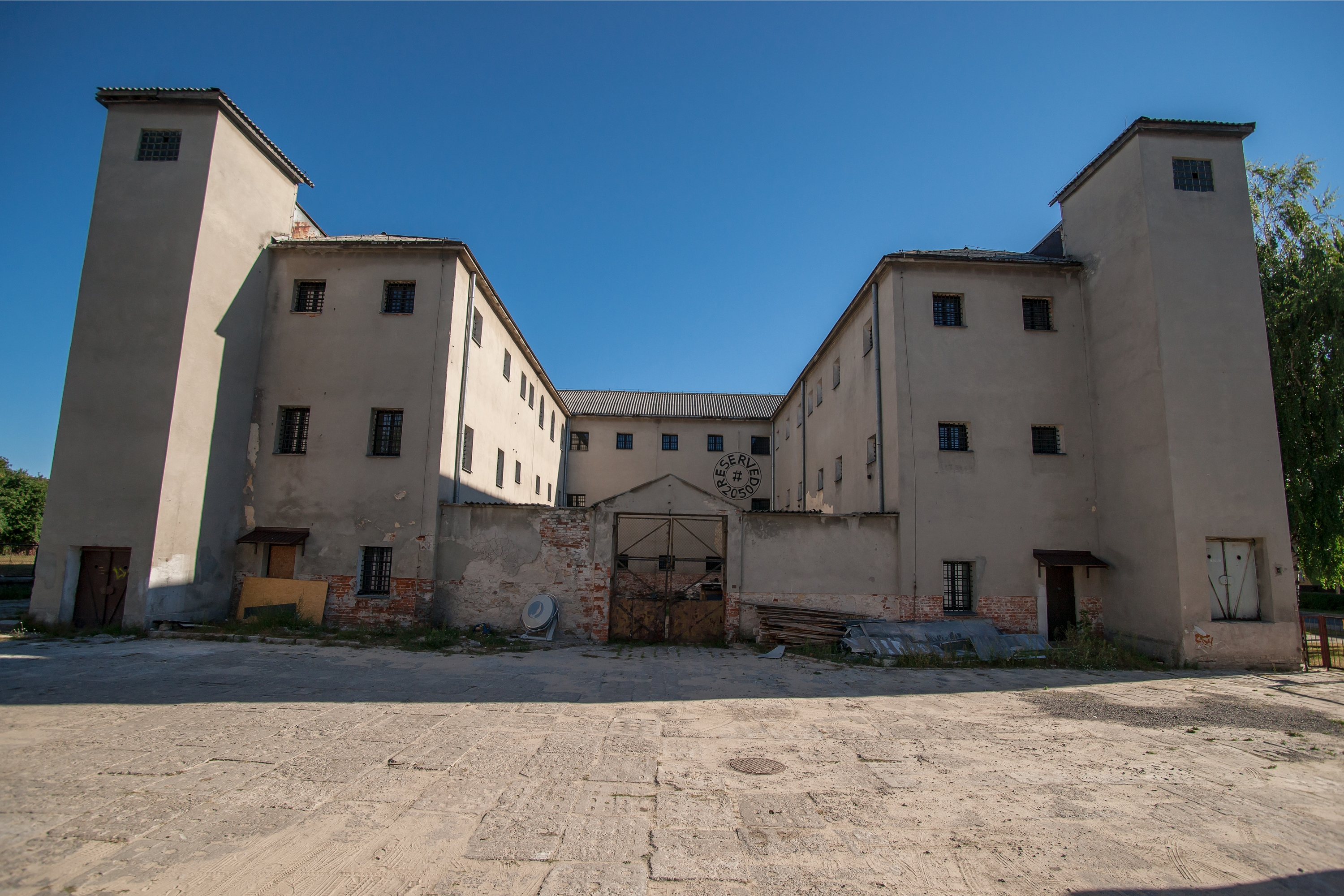
Edifício da antiga prisão — atual Museu Regional

- Traçado urbano da Cidade Velha de meados do século XVII
- Santuário de Nossa Senhora do Rosário Gracioso, localizado no antigo complexo do mosteiro dominicano, construído nos anos 1694—1769, é composto por:
  - Igreja paroquial de São João Batista;
  - Mosteiro;
  - Portão-campanário;
- Monumento a Tadeusz Kościuszko de 1818.

## Natureza
- Zalew Janowski, um reservatório artificial com uma área de 30 hectares, localizado nos arredores da Floresta Janowskie, perto de Janów Lubelski. Existem 3 ilhas na lagoa, duas das quais são Harcerska e Łabędzia. Florestas virgens que fazem parte do maior complexo florestal da Polônia, nas imediações existem:
  - Parque Paisagístico das Florestas Janowskie;
  - Museu ao ar livre da ferrovia de bitola estreita da floresta;
  - Estábulos de cavalos, incluindo o refúgio do cavalo Biłgoraj em Szklarnia;
  - Porytowe Wzgórze - o local da maior batalha partidária na Polônia durante a Segunda Guerra Mundial;
  - Trilha Janowski (off-road);
- Floresta de Sandomierz;
- Floresta de Solska.

## Museus
O Museu Regional e o Museu de História Natural estão localizados em Janów.
Em 2014, foi criado um Museu da Fotografia privado.

## Economia

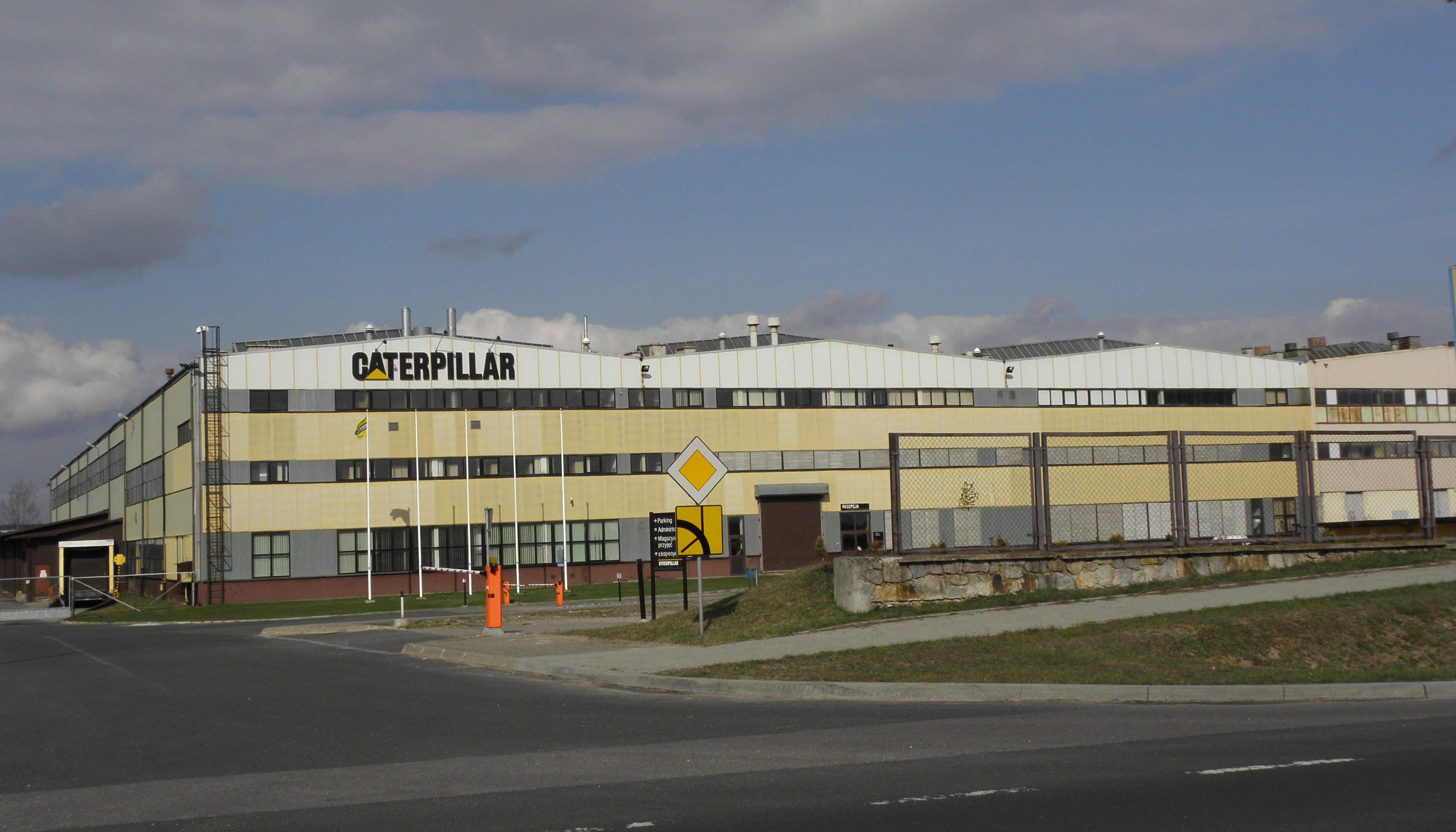
Caterpillar Inc em Janów Lubelski (rua Lubelska 66)

Há 314 pessoas trabalhando em Janów Lubelski por 1 000 habitantes. Isso é muito mais do que o valor para a voivodia de Lublin e muito mais do que o valor para a Polônia. 50,0% de todos os trabalhadores são mulheres e 50,0% são homens. O desemprego registrado em Janów Lubelski foi de 9,3% em 2021 (9,3% entre as mulheres e 9,3% entre os homens). Isso é muito mais do que a taxa de desemprego registrada na voivodia de Lublin e muito mais do que a taxa de desemprego registrada em toda a Polônia.
Em 2021, o salário mensal bruto médio em Janów Lubelski foi de 5 061,82 PLN, correspondendo a 84,30% do salário bruto médio mensal na Polônia. Entre os residentes profissionalmente ativos de Janów Lubelski, 362 pessoas vão trabalhar em outras cidades e 1 360 funcionários vêm trabalhar de fora da comuna - portanto, o saldo de entradas e saídas para o trabalho é de 998.
71,1% dos residentes profissionalmente ativos de Janów Lubelski trabalham no setor agrícola (agricultura, silvicultura, caça e pesca), 10,7% na indústria e construção e 3,8% no setor de serviços (comércio, conserto de veículos, transporte, hospedagem e gastronomia, informação e comunicação) e 0,6% trabalha no setor financeiro (atividades financeiras e de seguros, serviços imobiliários).

## Transportes

### Transporte rodoviário
As estradas nacionais que passam por Janów Lubelski são:
- Autoestrada S19 (Barwinek – Rzeszów – Lublin – Białystok – Kuźnica)
- Estrada Nacional n.º 74 (Zosin – Hrubieszów – Zamość – Kraśnik – Kielce – Piotrków Trybunalski – Wieluń)

## Cultura
A vizinhança de Janów Lubelski (região de Janów-Biłgoraj, Roztocze Ocidental) é considerada por etnógrafos, etnólogos e musicólogos como uma das regiões etnomusicológicas mais interessantes da Polônia. Várias tradições (polonesas, ucranianas, tártaras, judaicas, valáquias) se entrelaçam aqui. Da aldeia de Kocudza, perto de Janów Lubelski, vem um antigo instrumento de cordas polonês, o suka bilgorajska, reconstruído com base em uma aquarela de Wojciech Gerson (1895), incluindo pelo luthier e músico Zbigniew Butryn, residente em Janów Lubelski. Em 2007, Zbigniew Butryn, com seu filho Krzysztof (que assumiu a habilidade de tocar de seu pai), fundou a Escola de Biłgoraj Suki, que hospeda, entre outros, oficinas, reuniões e apresentações regulares sobre a arte e a música tradicional da região de Roztocze Ocidental.

## Educação

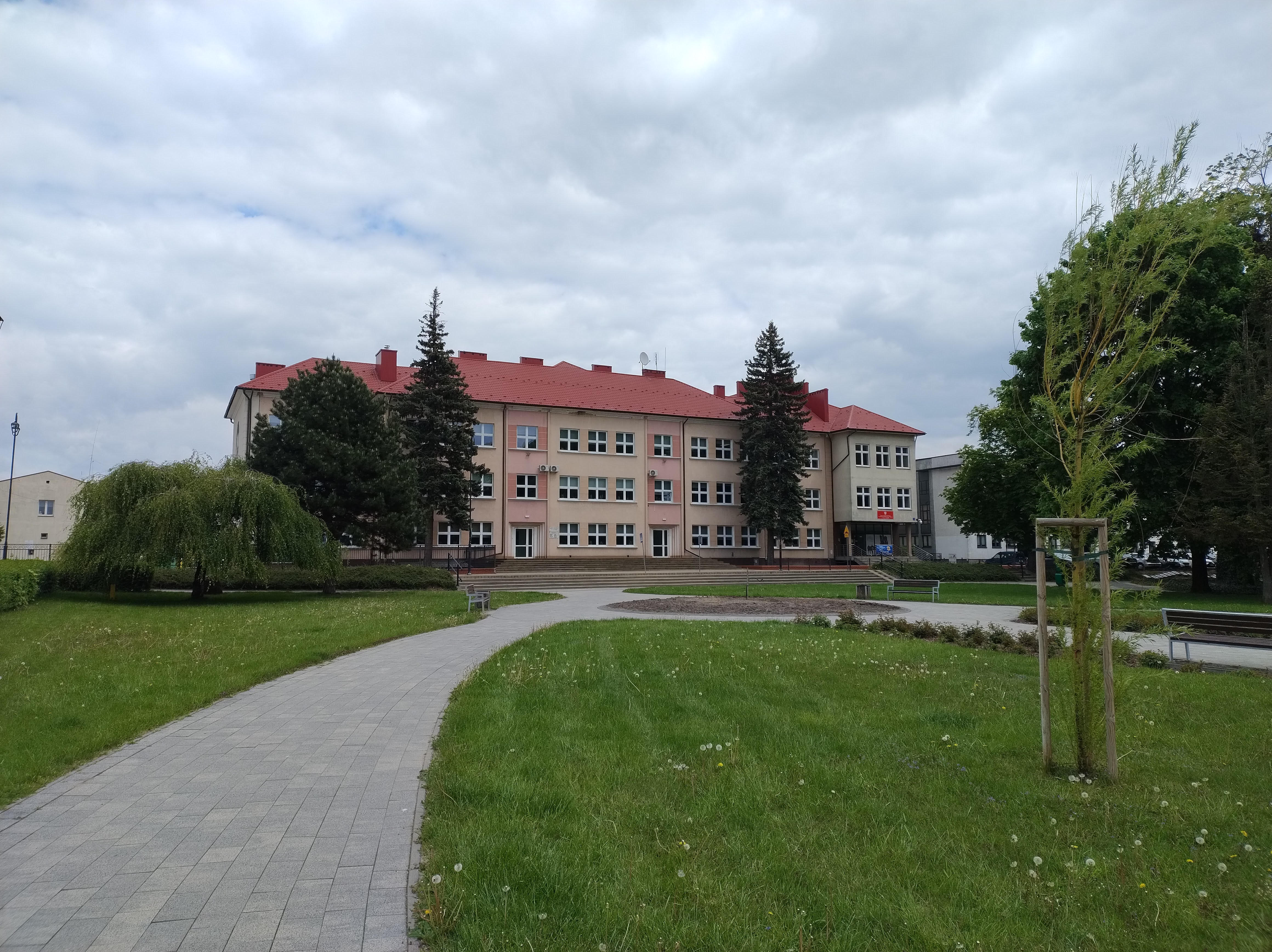
Edifício da escola secundária Bohaterów Porytowego Wzgórza (2025)

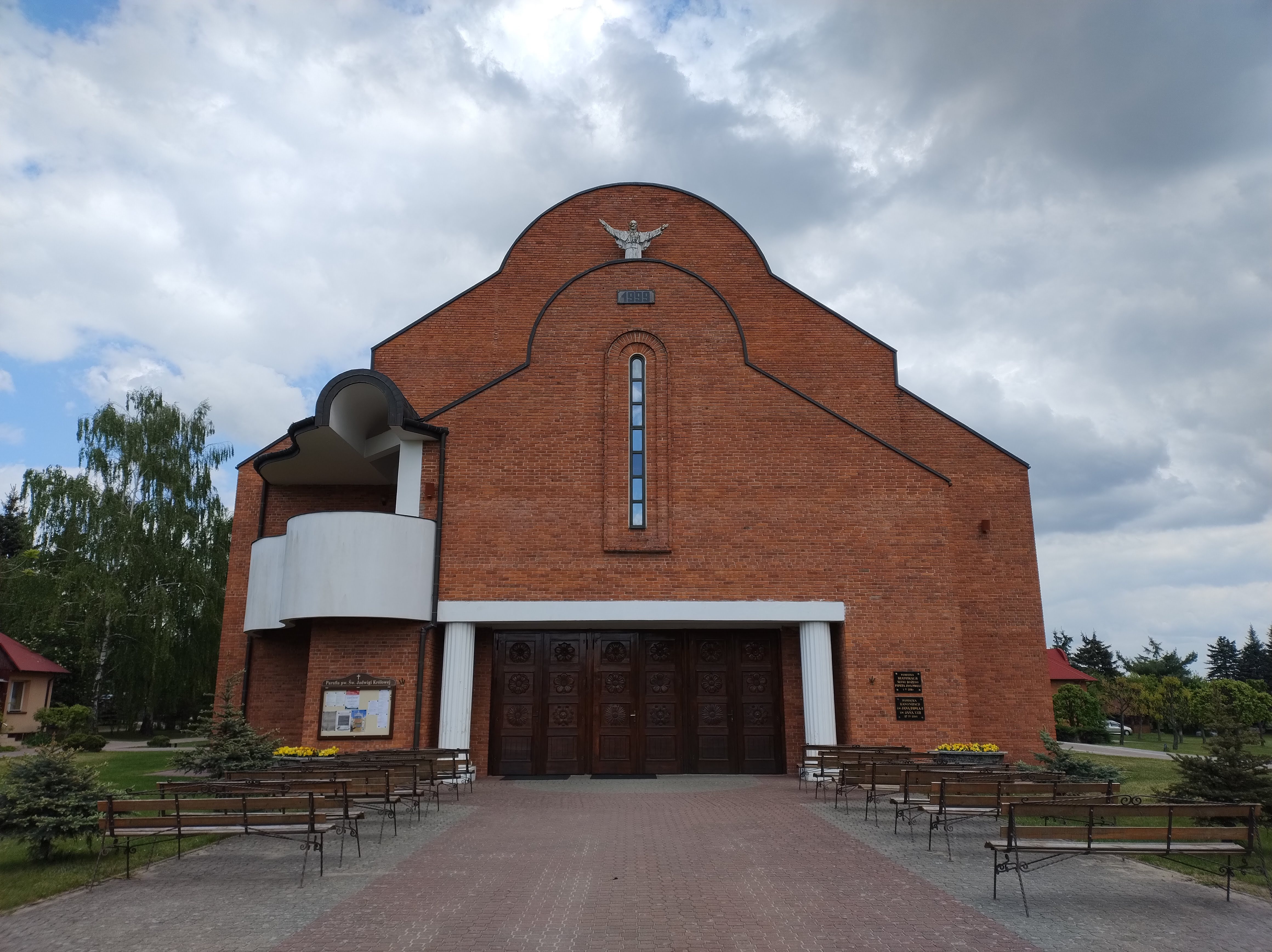
Igreja de Santa Edviges, a Rainha (2025)

2 544 habitantes de Janów Lubelski estão na idade de educação potencial (3-24 anos) (incluindo 1 246 mulheres e 1 298 homens). Segundo o Censo Nacional de 2011, 12,0% da população tem ensino superior, 2,4% ensino pós-secundário, 10,5% ensino médio geral e 13,8% ensino médio profissional. 22,7% dos habitantes de Janów Lubelski têm educação profissional básica, 5,9% têm ensino secundário inferior e 29,2% concluíram o ensino primário. 3,5% da população interromperam sua educação antes de concluir o ensino fundamental. Em comparação com toda a voivodia de Lublin, os habitantes de Janów Lubelski têm um nível de educação muito inferior. Entre as mulheres residentes em Janów Lubelski, a maior percentagem concluiu o ensino primário (29,8%) e o ensino profissional básico (16,1%). Os homens têm mais frequência na educação profissional básica (29,5%) e ensino fundamental completo (28,5%).
Em 2021, havia 4 jardins de infância em Janów Lubelski, com 450 crianças em 20 turmas (228 meninas e 222 meninos). Não Havia vagas disponíveis. Para comparação, em 2008 havia 3 jardins de infância em Janów Lubelski, onde 387 crianças frequentavam 16 turmas (191 meninas e 196 meninos). Havia 396 lugares disponíveis. 16,9% dos residentes de Janów Lubelski na idade de educação potencial (3-24 anos) se enquadram na faixa etária de 3-6 - educação pré-escolar (17,7% entre as meninas e 16,1% entre os meninos). Por 1 000 crianças em idade pré-escolar, 1 003 frequenta instituições de educação pré-escolar. Em 2018, existiam 0,72 pré-escolares por vaga numa instituição de educação pré-escolar.
Existe uma escola de ensino fundamental pública com departamentos de integração “Jan Zamoyski” com 1 032 alunos (517 mulheres e 515 homens) em 44 classes. Para comparação, em 2008 em Janów Lubelski havia uma escola de ensino fundamental com 858 alunos (404 mulheres e 454 homens) em 38 classes. Na faixa etária de 3 a 24 anos, no nível básico (7 a 12 anos) educa 25,7% da população (26,2% entre as meninas e 25,1% entre os meninos). Há 23,5 alunos por turma nas escolas primárias. Existem 2 escolas secundárias em Janów Lubelski (Escola secundária pública João Paulo II e Escola secundária Bohaterów Porytowego Wzgórza), com 695 alunos (419 mulheres e 276 homens) em 24 turmas. Em 2021, foram registrados 171 egressos. Para efeito de comparação, em 2008 em Janów Lubelski havia 2 escolas secundárias com 922 alunos em 32 turmas (578 mulheres e 344 homens). Em 2008, foram registrados 286 egressos. Em Janów Lubelski há 1 escola industrial de primeiro grau com 91 alunos (19 mulheres e 72 homens) em 4 turmas. Na faixa etária de 3 a 24 anos, 19,9% dos habitantes (19,7% de meninas e 20,1% de meninos) estudam no ensino médio (16 a 18 anos). São 29,0 alunos por turma nas escolas regulares. A faixa etária correspondente ao ensino superior (19–24 anos) inclui 23,3% da população em idade escolar potencial de Janów Lubelski (22,8% mulheres e 23,8% homens).

## Administração

### Divisão municipal
| SIMC    | Nome             | Tipo            |
| ------- | ---------------- | --------------- |
| 0980501 | Biała Poduchowna | parte da cidade |
| 0980518 | Przyborowie      | parte da cidade |
| 0980524 | Zaolszynie       | parte da cidade |

## Comunidades religiosas
A Igreja Católica Nacional Polonesa na República da Polônia, Missão — Diáspora, e a Comunidade Protestante “Ekklezja”, que faz parte da Igreja dos Cristãos de Fé Evangélica, operam na cidade. As Testemunhas de Jeová (congregação, incluindo um grupo de língua de sinais) conduzem suas atividades com seu próprio Salão do Reino.
Em Janów Lubelski, nos anos 1645—1646, ocorreu uma série de aparições marianas reconhecidas pela Igreja Católica.

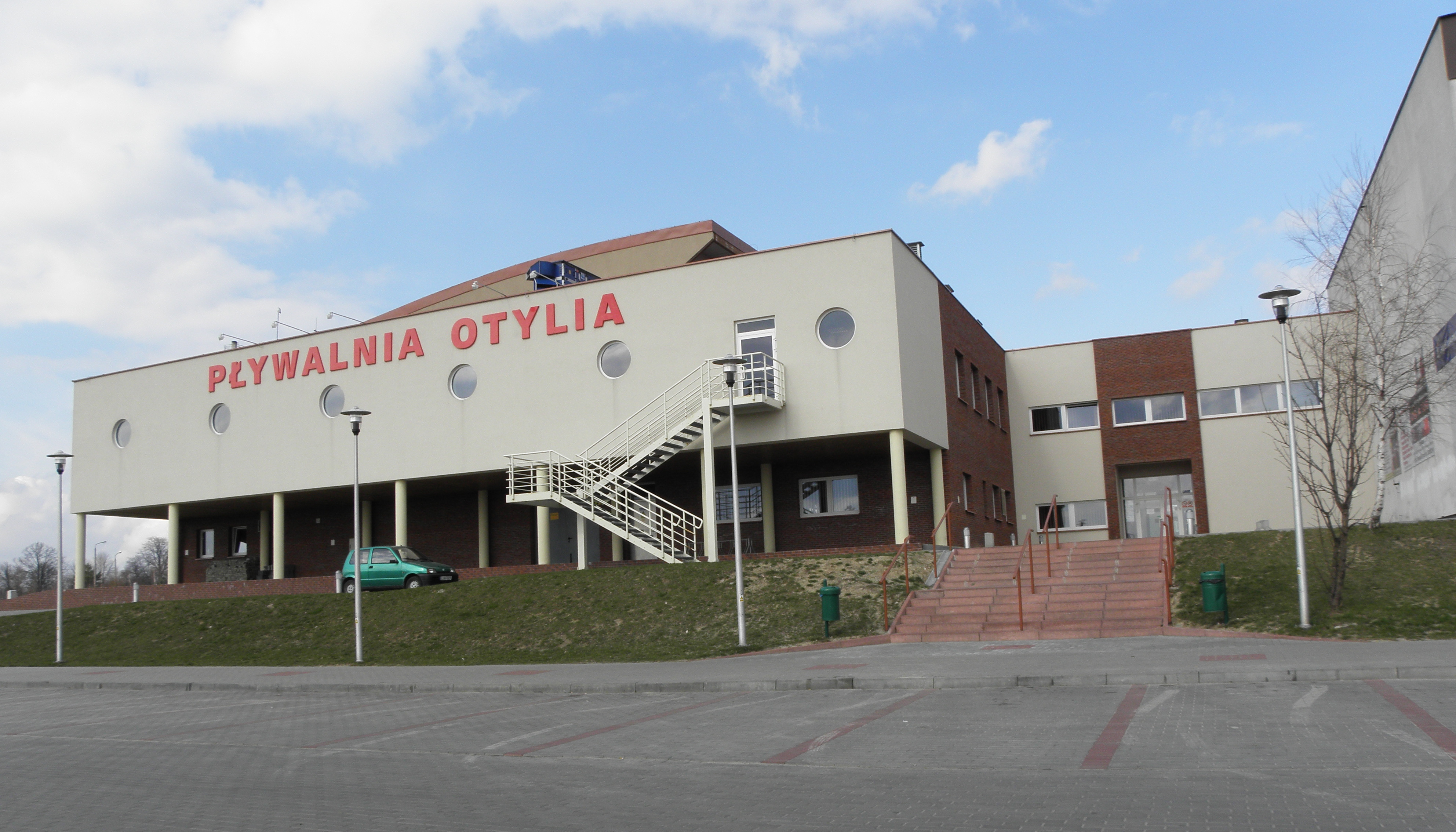
Piscina “Otylia”

## Esporte
- Clube Esportivo Municipal Janowianka (futebol).[21]
- Clube de Estudantes de Caratê Tradicional.[22]
- Fraternidade de Artes Marciais “Deus Vult” Jiu-jítsu.
- Clube Esportivo Popular Janowski “Olimp” (luta livre).
- Equipe de paintball Janów
- Piscina “Otylia”[23]